# Riupeyrous
Riupeyrous é uma comuna francesa na região administrativa da Nova Aquitânia, no departamento dos Pirenéus Atlânticos. Estende-se por uma área de 4,86 km². Em 2010 a comuna tinha 222 habitantes (densidade: 45,7 hab./km²).